# Mount Zion (Illinois)
Mount Zion ist ein Village im Macon County im Zentrum des US-amerikanischen Bundesstaates Illinois. Das U.S. Census Bureau hat bei der Volkszählung 2020 eine Einwohnerzahl von 6.019 ermittelt.

## Geografie
Mount Zion liegt auf 39°46'41" nördlicher Breite und 88°52'43" westlicher Länge. Der Ort erstreckt sich über 9,8 km², die ausschließlich aus Landfläche bestehen.
Mount Zion liegt 4,4 km südöstlich des zum Lake Decatur aufgestauten Sangamon River, einem linken Nebenfluss des Illinois River.
Durch Mount Zion verläuft die Illinois State Route 121 und eine Bahnlinie. 7,8 km nördlich von Mount Zion liegt der Flughafen von Decatur. Das Stadtzentrum von Decatur befindet sich 14,6 km von Mount Zion.
Weitere nächstgelegene größere Städte in der Umgebung von Mount Zion sind Illinois’ Hauptstadt Springfield (78 km westlich), Bloomington (87,1 km nördlich), Champaign (84,9 km nordöstlich) und Effingham (89,9 km süd-südöstlich).

## Demografische Daten
Bei der Volkszählung im Jahre 2000 wurde eine Einwohnerzahl von 4845 ermittelt. Diese verteilten sich auf 1819 Haushalte in 1409 Familien. Die Bevölkerungsdichte lag bei 494,1/km². Es gab 1183 Wohngebäude, was einer Bebauungsdichte von 191,5/km² entsprach.
Die Bevölkerung bestand im Jahre 2000 aus 98,1 % Weißen, 0,2 % Afroamerikanern, 0,2 % Indianern und 0,8 % Asiaten. 0,7 % gaben an, von mindestens zwei dieser Gruppen abzustammen. 0,2 % der Bevölkerung bestand aus Hispanics, die verschiedenen der genannten Gruppen angehörten.
28,3 % waren unter 18 Jahren, 7,2 % zwischen 18 und 24, 28,0 % von 25 bis 44, 26,2 % von 45 bis 64 und 10,3 % 65 und älter. Das mittlere Alter lag bei 38 Jahren. Auf 100 Frauen kamen statistisch 100,1 Männer, bei den über 18-jährigen 95,7.
Das mittlere Einkommen pro Haushalt betrug $ 54.936, das mittlere Familieneinkommen $ 60.530. Das mittlere Einkommen der Männer lag bei $ 46.133 das der Frauen bei $ 25.438. Das Pro-Kopf-Einkommen belief sich auf $ 22.784. 4,9 % der Familien und 5,0 % der Gesamtbevölkerung lagen mit ihrem Einkommen unter der Armutsgrenze.